# Episema mendizabali
Episema mendizabali är en fjärilsart som beskrevs av Ramon Agenjo Cecilia 1941. Episema mendizabali ingår i släktet Episema och familjen nattflyn. Inga underarter finns listade i Catalogue of Life.